# Holub kouřový
Holub kouřový (Columba pulchricollis) je druh měkkozobého ptáka žijící v Asii. 
Je řazen mezi málo dotčené taxony.
Vyskytuje se v Nepálu, Číně, Tchaj-wanu i Vietnamu, a to v tamních listnatých a smíšených lesích kopcovitých oblastí.
Žije v párech či jednotlivě, spíše zřídka v menších hejnech. Potravu, za níž je ochotný letět i na další vzdálenosti, získává v korunách stromů. Nejčastěji se živí plody, dále také plži a semeny.
Dosahuje délky 31 až 36 cm, a to při váze kolem 330 g. Snáší zpravidla jedno vejce, které následně inkubuje po dobu 21 až 23 dní.
Hruď má bílou, zatímco hlava je modrošedá. Krk je po stranách a vzadu doplněn tmavým pásem s béžovým lemováním.

## Chov v zoo
V evropských zoo se jedná o velmi vzácně chovaný druh. V červenci 2020 byl chován jen ve čtyřech zoo, z toho jedné německé, jedné rakouské, jedné maďarské a jedné české zoo – Zoo Praha. V minulosti byl tento holub chován rovněž v Zoo Plzeň.

### Chov v Zoo Praha
Počátky chovu holub kouřového v Zoo Praha jsou spjaty s rokem 2017, kdy byl dovezen samec z ptačího parku v Turnersee v Rakousku. O rok později byla získána samice od soukromého chovatele. Na konci roku 2018 byl chován jeden pár. Stejný stav platil i o rok později.
Tento druh je k vidění v pavilonu Sečuán představující ptáky z podhůří Himálaje. Expozice je umístěna v dolní části zoo.